# Kvinna med parasoll
Kvinna med parasoll – Madame Monet och hennes son (franska: La Femme à l'ombrelle) eller Promenaden (franska: La Promenade) är en oljemålning av den franske impressionistiske konstnären Claude Monet från 1875. Målningen är utställd på National Gallery of Art i Washington.
Målningen föreställer konstnärens hustru Camille Monet (1847–1879) och deras son Jean (1867–1914) under en promenad en blåsig sommardag i Argenteuil, en ort utanför Paris där familjen bodde 1871–1878.
Monet återvände till detta motiv drygt tio år senare. Han porträtterade då sin styvdotter Suzanne Hoschedé (1864–1899) på en äng utanför Giverny där familjen var bosatt från 1883. Han målade två versioner som skiljs åt på kvinnans ansikte som antingen är vänt åt vänster eller höger (franska: Femme à l'ombrelle tournée vers la gauche/droite). De målades 1886 och ingår i samlingen på Musée d'Orsay i Paris. Båda versionerna är något större än 1875 års målning och mäter 131 gånger 89 cm.

## 1886 års målningar

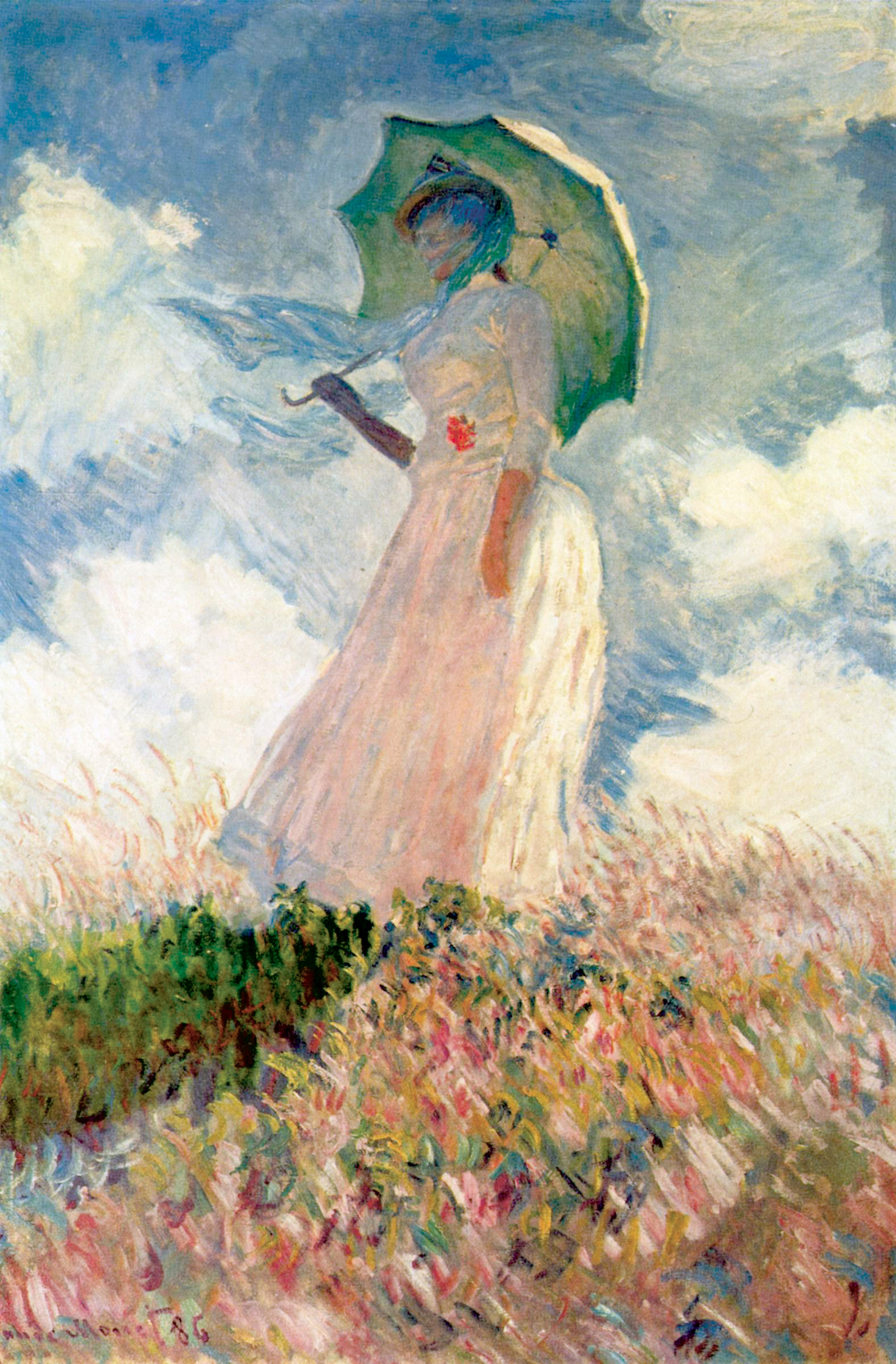
Kvinna med parasoll, vänd åt vänster (1886), Musée d'Orsay
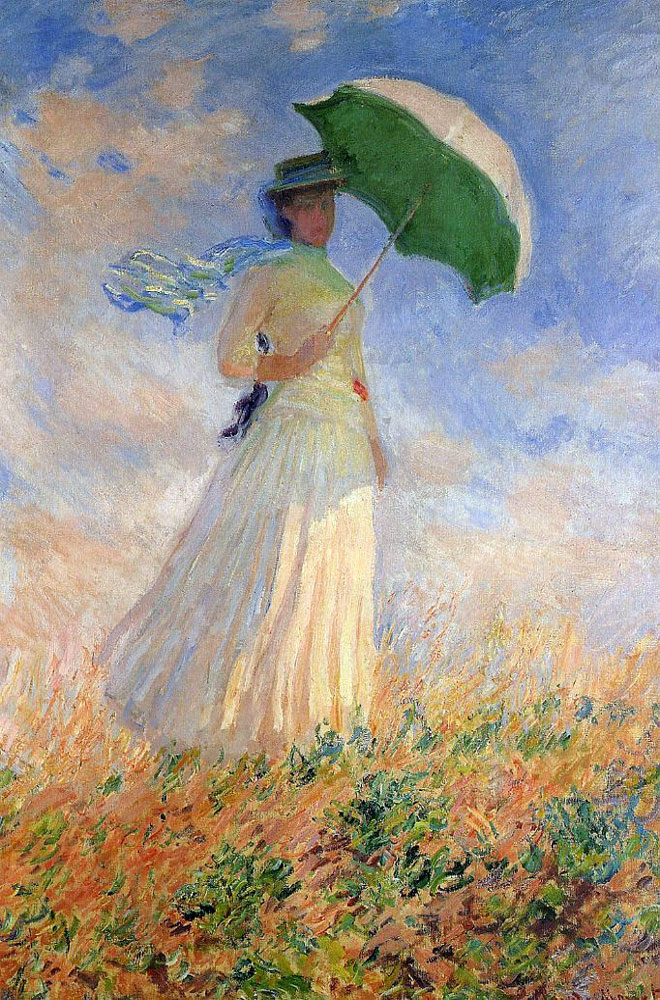
Kvinna med parasoll, vänd åt höger (1886), Musée d'Orsay